# Прокопович Мар'яна Іванівна
Мар'я́на Іва́нівна Прокопо́вич (нар. 28 березня 1961, Львів) — українська перекладачка, мовознавиця і лексикограф, член Національної спілки письменників України, лауреатка Премії Ars translationis імени Миколи Лукаша.

## Біографія
Мар'яна Прокопович народилась у сім'ї співака Державної заслуженої хорової капели України «Трембіта» Івана Прокоповича й викладача англійської мови у Львівському університеті Ольги Прокопович (з дому — Бреславська). З 1967 по 1970 рік навчалась у Винниківській середній школі № 29, а відтак — у Львівській середній школі № 44, яку закінчила у 1977-му. У 1977-му вступила до Львівського університету імени Івана Франка факультет іноземних мов, (спеціальність — англійська мова) й 1982-го здобула диплом. З 1982 по 1983 рік викладала англійську мову у Верхньобілківській середній школі, у 1983–1995 роках працювала перекладачкою наукової літератури в Інституті фізіології і біохімії сільськогосподарських тварин. Від січня 1995 року — на творчій роботі. З 1996 по 1997 рік Мар'яна Прокопович стажувалась у Папському східному інституті (Рим) на спеціальності «Східні церковні науки» і водночас робила переклади на релігійну тематику. У липні — серпні 1998-го брала участь в роботі Міжнародної лабораторії лінгвістичного та літературного спілкування (Джемона-дель-Фріулі, Італія).
У 2000–2001 роках обіймала посаду старшого наукового співробітника Центру італійської мови та культури Львівського університету, де викладала курс історії італійської літератури для слухачів курсів італійської мови. У тих же роках Мар'яна Прокопович брала участь у роботі міжнародної школі перекладачів та інтерпретаторів текстів «Перекладацька майстерня» Центру гуманітарних досліджень Львівського університету. У липні 2001-го вона провадила цикл семінарів із інтерпретації текстів (Яремче). 2002-го вона упорядковувала «Записки „Перекладацької майстерні“».
Крім того, Мар'яна Прокопович працювала усною перекладачкою з англійської та італійської у низці театральних міжнародних проєктів, як-от:
- Спільний російсько-італійський проєкт сценічної постановки п'єси Едварда Олбі «Хто боїться сірого вовка» (режисер Борис Мільграм, 1992);
- Спільний українсько-італійський проєкт сценічної постановки п'єси Олега Лишеги «Друже Лі Бо, брате Ду Фу» (режисер Сергій Проскурня, 1994)
- Міжнародний театральний фестиваль у Лозанні (1994);
- Англійсько-італійсько-німецько-український проєкт дитячих театрів (місто Рокка Ґрімальда, Італія, 1994)
- Міжнародний театральний фестиваль «Мистецьке Березілля» (Київ, 1994 — 1995).

У 2007 і 2009–2011 роках Мар'яна Прокопович одержувала стипендію міністерства закордонних справ Італії. Член Національної спілки письменників України з 2000 року. У 1998 році здобула Премію Ars translationis імени Миколи Лукаша за переклад роману Умберто Еко «Маятник Фуко». У 2017 році була нагороджена державною нагородою Італії — Орденом Зірки Італії.

## Творчість
Мар'яна Прокопович дуже добре володіє італійською, англійською, російською і добре — польською, французькою та іспанською мовами. Перекладає здебільшого з італійської, трохи менше — з англійської.
Дебютувала перекладом оповідання Італо Кальвіно «Гриби в місті» (альманах «Вітрила», 1989).
Серед її найвагоміших робіт — твори відомих італійських і англомовних авторів, зокрема Умберто Еко, Луїджі Піранделло, Джеймса Джойса та інших. На 2011 рік у творчому доробку перекладачки налічувалося опублікованих окремих перекладних видань: з італійської — 17, з англійської — 4, з французької — 1. Крім того, Мар'яна Прокопович, у співпраці з італійськими колегами, переклала італійською мовою «Польові дослідження з українського сексу» Оксани Забужко, «Ворошиловград» та «Месопотамія» Сергія Жадана, а також англійською — двотомник «Ancient Ukraine (Archaeology of Ukraine)» (в друці). Творчій манері перекладачки притаманні багатство словника, точність і раціональність добору лексичних засобів, уміння знайти золоту середину, не вдаючись у непотрібні крайнощі. Рівень її роботи оцінив видавець Василь Ґабор: «Неможливо оминути увагою у Львові й таких першокласних перекладачів, як (…) Мар'яна Прокопович (перекладач Джеймса Джойса та Умберто Еко)…»
Мар'яна Прокопович працювала також у галузі лексикографії. Разом із Лоренцо Помпео вона уклала невеликий італійсько-український та українсько-італійський словник, який у 2000 році вийшов у міланському видавництві «A. Valardi». Нині працює над створенням більшого.

### Переклади українською мовою

#### Художні твори
- Italo Calvino, «Funghi in città» — Італо Кальвіно, Гриби в місті, переклад з італ. // Вітрила, Київ, 1989, СС. 180—182.
- Umberto Eco, «Uno, due, tre — nessuno. Fenomenologia di Mike Bongiorno» — Умберто Еко, Один, два, три — жоден. Феноменологія Майка Бонджорно, переклад з італ. // Всесвіт, 1991, 3, СС. 173—176.
- Askold Melnyczuk, «Roman Coins, Scythian Pottery» — Аскольд Мельничук, Римські монети, скіфська кераміка, переклад з англ. // Всесвіт, 1991, 11, СС. 101—102.
- Giorgio Scerbanenco, «Traditori di tutti (Garzanti)» — Джорджо Щербаненко, Тенета зради, переклад з італ. // Всесвіт, 1992, 9, СС. 3-97.
- Robert Kroetsch, «The Ledger» — Роберт Креч, переклад з англ. // Мистецькі студії, 1993, 2-3, СС. 112—122.
- Umberto Eco, «Il pendolo di Foucault» — Умберто Еко, Маятник Фуко, переклад з італ. // Всесвіт, 1998, № 8-12; Львів: Літопис, 1998, 2004, 619 с.
- Cesare Pavese, «Il diavolo sulle colline» — Чезаре Павезе, Диявол на пагорбах, переклад з італ., Львів: Класика, 2000, 116 с.
- James Joyce, «A Portrait Of The Artist As A Young Man» — Джеймс Джойс, Портрет митця замолоду, переклад з англ., Львів: Класика, 2005, 272 с., ISBN 9668849167
- Luigi Pirandello, «Sei personaggi in cerca d'autore», «Enrico IV», «Come prima, meglio di prima». «La cassa riposta», «Un po’ di vino», «La morte addosso» — Луїджі Піранделло, П'єси. Оповідання («Шестеро персонажів у пошуках автора». «Генріх IV». «Як раніше, краще, ніж раніше». Оповідання: «Труна на потім». «Краплина вина». «Смерть на плечі»), переклад з італ., Львів: ВНТЛ-Класика — Італійський інститут культури, 2006, 335 с.
- Umberto Eco, «Il nome della rosa» — Умберто Еко, Ім'я рози, переклад з італ., Харків: Фоліо, 2006, 575 c.
- Italo Svevo, «La coscienza di Zeno» — Італо Звево, Самопізнання Дзено, переклад з італ., Харків: Фоліо, 2009, 444 с.
- Umberto Eco, «Baudolino» — Умберто Еко, Бавдоліно, переклад з італ., Харків: Фоліо, 2009, 411.
- Giuseppe Tomasi di Lampedusa, «Il Gattopardo» — Джузеппе Томазі ді Лампедуза, Гепард, переклад з італ. у співпраці з Миколою Мещеряком, Харків: Фоліо, 2010, 256 с.
- Cesare Pavese, «La luna e i falò», «Il diavolo sulle colline» — Чезаре Павезе, Місяць і вогнища. Диявол на пагорбах, переклад з італ., Харків: Фоліо, 2010, 283 c.
- Giovanni Catelli, «Geografie» — Джованні Кателлі. Географії, переклад з італ. — Буча: Видавництво Жупанського, 2012, 129 с., ISBN 978-966-2355-32-1
- Umberto Eco — Умберто Еко «Три оповідки», переклад з італ., Laurus, 2013
- Франческа Меландрі, «Ева спить». пер. з італ., Київ: Нора-Друк, 2017, 400 с. — Серія «День Європи». ISBN 978-966-865-999-7
- Франческа Меландрі, «Вище від моря». пер. з італ., Київ: Нора-Друк, 2018, 176 с. — Серія «День Європи». ISBN 978-966-688-031-7
- Елена Ферранте. «Історія втечі та повернення» (книга 3). Переклад з італ. — Харків: КСД, 2020. 448 стор. ISBN TBA
- П'єрдоменіко Баккаларіо, «Улісс Мур. Кам'яні охоронці», переклад з італ. — Харків: АССА, 2020, 272 с.
- Арчібальд Джозеф Кронін, «Юдине дерево», переклад з англ. — Львів: Апріорі, 2021, 320 с. ISBN 978-617-629-707-9
- Марко Бальцано, «Я залишаюсь тут», пер. з італ. — Київ: Нора-друк, 2022, 192 с. ISBN 978-966-688-100-0
- Луїджі Піранделло. «Старі й молоді», пер. з італ. — Львів: Апріорі, 2025, 456 с. ISBN 978-617-629-925-7

#### Релігійно-філософські твори
- Henry Nouwen, «Behold the Beauty of the Lord» — Генрі Ноуен, Споглядаючи красу Господа, переклад з англ., Львів: Свічадо, 1995, 56 с.
- Marko Ivan Rupnik, «La vita spirituale» — Марко Іван Рупнік, Духовне життя, переклад з італ., Рим: Ліпа, 1996, 118 с.
- «La dottrina sociale della Chiesa» — Соціальна доктрина Церкви, збірник статей, переклад з італ., англ., франц., рос., Львів: Свічадо, 1998, 300 с.
- Marko Ivan Rupnik, «Adamo e il suo costato» — Марко Іван Рупнік, Адам і його ребро, переклад з італ., Львів: Свічадо, 1998, 75 с.
- C. S. Lewis, «The Problem of Pain» — К. С. Люїс, Проблема страждання, переклад з англ., Львів: Свічадо, 1998, 138 с.
- Tomáš Špidlík, «La spiritualità dell'Oriente cristiano» — Томаш Шпідлік, Духовність християнського Сходу, переклад з італ., Львів: Видавництво Львівської богословської академії, 1999, 496 с.
- Tomáš Špidlík, Marko Ivan Rupnik, «Narrativa dell'immagine» — Томаш Шпідлік, Марко Іван Рупнік, Про що розповідає ікона, переклад з італ., Львів: Свічадо, 1999, 124 с.
- Marko Ivan Rupnik, «Dire l'uomo» — Марко Іван Рупнік, Коли говоримо «людина»…, переклад з італ., Львів: Свічадо, 2000, 197 с.
- Vittorio Peri, «La pentarchia: Istituzione ecclesiale (IV—VII sec.) e teoria canonico-teologica» — Вітторіо Пері, Пентархія: церковний інститут (IV—VII ст.) та канонічно-теологічна теорія, переклад з італ. // у кн.: Ковчег. Науковий збірник з церковної історії. Число 3, Львів: Інститут історії Церкви ЛБА, 2001, СС. 55-120.
- Papa Giovanni Paolo II, «Memoria e identità» — Іван-Павло II, Пам'ять та ідентичність, переклад з італ., Львів: Літопис, 2005, 168 с.
- Joseph Gill, «The Council of Florence» — Джозеф Ґілл, Флорентійський собор, переклад з англ., Львів: Видавництво УКУ, 2016, 442 с.

#### Соціально-політичні та літературознавчі твори
- Sonia Combe, «Après Nazi / après Stasi» — Соня Комб, Після наці / після штазі, переклад з франц. // Сучасність, 1994, 4, СС. 115—120.
- Thomas Friedman, «The Lexus and the Olive Tree» — Томас Л. Фрідмен, Лексус і оливкове дерево. Зрозуміти глобалізацію, переклад з англ. у співпраці з Романом Скакуном, Львів: Ї, 2002, 623 с.
- Andrea Graziosi, «Guerra e rivoluzione in Europa, 1905—1956» — Андреа Ґраціозі, Війна і революція в Європі, 1905—1956 рр., переклад з італ., Київ: Основи, 2005, 350 с.
- «Lettere da Kharkov (La carestia in Ucraina e nel Caucaso del Nord nei rapporti dei diplomatici italiani, 1932—1933)» — Листи з Харкова. Голод в Україні та на Північному Кавказі в повідомленнях італійських дипломатів, 1932—1933 роки (упор. Андреа Ґраціозі), переклад з італ., Харків: Фоліо, 2007, 255 с.
- Luigi Sevafini, Daniela Trasatti, «Il Coniglio d'oro» — Луїджі Серафіні, Даніела Тразатті, Золотий кролик, переклад з італ. — Київ: Лаурус, 2017, 160 с.
- Maria Grazia Bartolini, «Introspice mare pectoris tui»: ascendenze neoplatoniche nella produzione dialogica di H.S. Skovoroda — Марія Ґрація Бартоліні, Пізнай самого себе. Неоплатонічні джерела в творчості Г. С. Сковороди, переклад з італ. — Київ: Академперіодика, 2017, 160 с.

### Переклади іноземними мовами
- Vladimir Soloviev, I fondamenti spirituali della vita (Владимир Соловьев, «Духовные основы жизни», переклад з російської на італійську, у співпраці з Maria Campatelli), Roma: Lipa, 1998, 134 p.
- Oksana Zabužko, Sesso ucraino: istruzioni per l'uso — Оксана Забужко, «Польові дослідження з українського сексу», переклад з української на італійську у співпраці з Лоренцо Помпео (Lorenzo Pompeo) та Ґжеґожем Ковальським (Grzegorz Kowalski), Besa Editrice, 2008, 154 p.
- Ancient Ukraine (Archaeology of Ukraine), у 2 томах (переклад з української на англійську)  — у співпраці з Ладою Онишкевич (Lada Onyshkevych), University of Pennsylvania Press (в друці).
- Serhij Žadan, La strada del Donbass (Сергій Жадан, «Ворошиловград», переклад із української італійською у співпраці з Джованною Броджі (Giovanna Brogi)) / editore Voland. 2016.
- Serhij Žadan, Mesopotamia (Сергій Жадан, «Месопотамія», переклад із української італійською у співпраці з Джованною Броджі (Giovanna Brogi)) / editore Voland. 2018, 368 p.
- Serhij Žadan, Il convitto (Сергій Жадан, «Інтернат», переклад з української на італійську, у співпраці з Giovanna Brogi), Roma: Voland, 2020, 320 с.

### Публікації
- Дві мрії Умберто Еко // Всесвіт, 1991, 3, СС. 170 — 172.
- Роздуми з приводу запозичень слів, у кн.: Український правопис і наукова термінологія: проблеми норми та сучасність. Матеріали засідань Мовознавчої комісії і Комісії всесвітньої літератури НТШ у Львові 1996—1997 рр. // Наукове товариство ім. Шевченка у Львові. Філологічна секція. Праці сесій, конференцій, симпозіумів, круглих столів НТШ, Том 9, Львів, 1997, СС. 145 — 149.
- Середньовіччя Умберто Еко. Передмова до українського видання «Ім'я рози», Харків: Фоліо, 2006.

### Лексикографія
- Італійсько-український, українсько-італійський словник (у співпраці з Лоренцо Помпео), Milano: A. Vallardi, 2000, 559 с.

## Переклад фільмів і субтитрів
- Переклад італійською мовою субтитрів фільму «Владика Андрей» (режисер Олесь Янчук, 2008)
- Переклад українською мовою фільмів Федеріко Фелліні «Солодке життя», «Сатирикон», «Рим» (2010)

## Премії та нагороди
- 1998 — Премія «Ars Translationis» імени Миколи Лукаша
- 2010 — Приз Фестивалю незалежного кіно «КіноЛев» за переклад кіно українською мовою
- 2017 — Кавалер Ордена Зірки Італії.[3]